# Konrad Schinkel

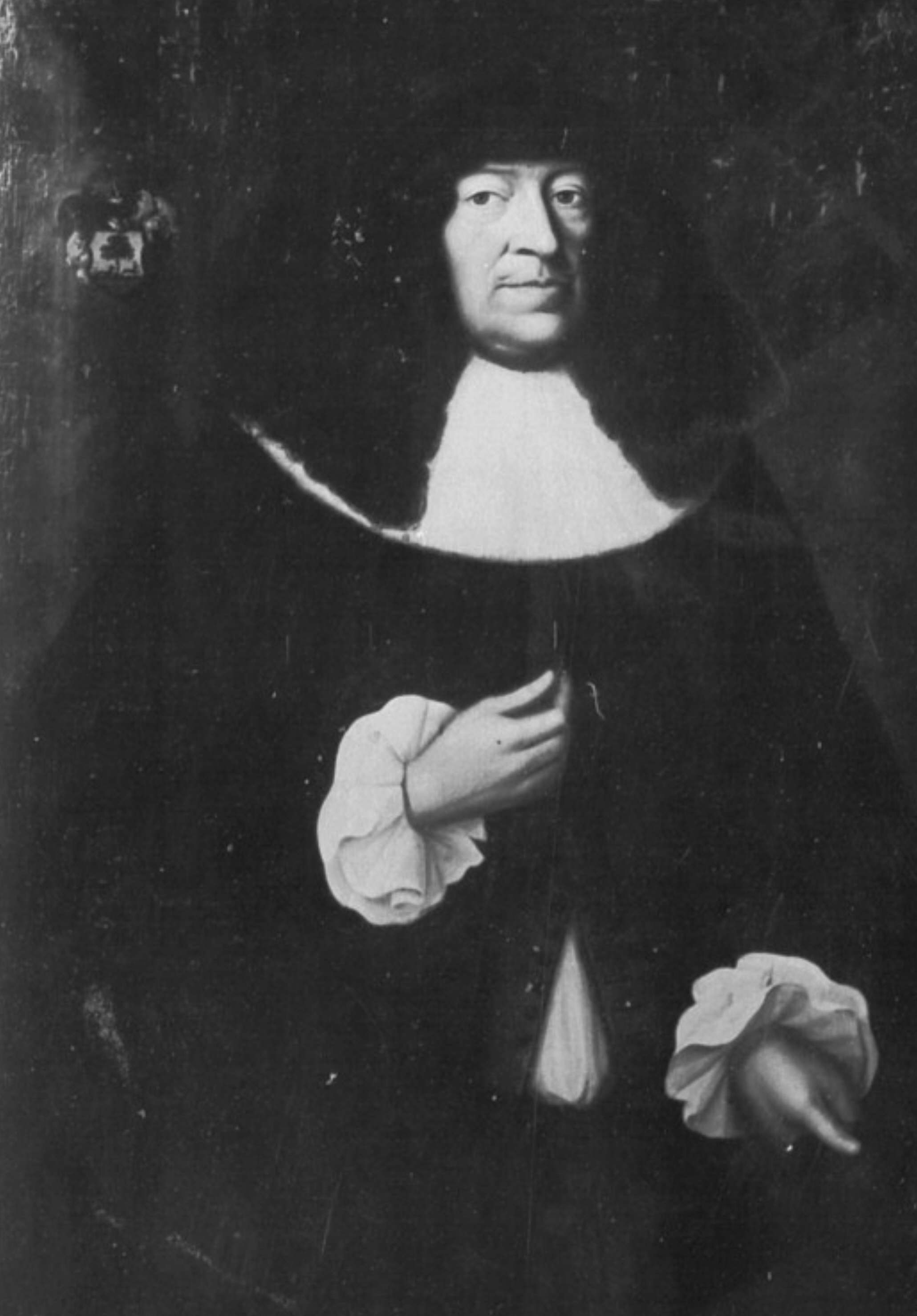
Bürgermeister Konrad Schinkel (1682)

Konrad Schinkel (* im 16. oder 17. Jahrhundert; † 27. Dezember 1682 in Lübeck) war ein Bürgermeister der Hansestadt Lübeck.
Konrad Schinkel entstammte einer alten Lübecker Kaufmannsfamilie. Einer seiner Vorfahren, der Kaufmann Arnd Schinkel, stiftete in der Lübecker Marienkirche bereits 1497 eine Vikarie für die nach ihm fortan Schinkel-Kapelle benannte Kapelle unter dem Südturm der Kirche. Er war 1657 Ältermann der Lübecker Schonenfahrer. Konrad Schinkel wurde 1659 in den Lübecker Rat gewählt und 1680 zum Bürgermeister der Stadt bestimmt.

## Belege
1. ↑  BuK II, S. 171, 213.

| Personendaten    | Personendaten                        |
| ---------------- | ------------------------------------ |
| NAME             | Schinkel, Konrad                     |
| KURZBESCHREIBUNG | Lübecker Bürgermeister               |
| GEBURTSDATUM     | 16. Jahrhundert oder 17. Jahrhundert |
| GEBURTSORT       | Lübeck                               |
| STERBEDATUM      | 27. Dezember 1682                    |
| STERBEORT        | Lübeck                               |